# Часовня Палестинского общества (Таганрог)
Часовня Палестинского общества — утраченный православный храм в Таганроге, принадлежавший Императорскому православному палестинского общества. Построен в 1888 году, в годы советской власти был закрыт, а впоследствии — снесён. Располагался по месте современно дома № 39 на Комсомольском бульваре.

## История
Императорское православное палестинское общество было основано в 1882 году. Его уставными задачами были содействие православному паломничеству на Святую землю, научное палестиноведение, востоковедение и гуманитарное сотрудничество с народами Ближнего Востока.
Представительство Императорского православного палестинского общества было учреждено в Таганроге в 1882 году. Во главе представительства числился генерал-майор от адмиралтейства, брат композитора П. И. Чайковского — Ипполит Ильич Чайковский (1843—1927). Общество оказывало помощь паломникам. В свое время из Таганрога богомольцы отправлялись на Святую Землю и Святую Гору Афон. До отправления парохода им надо было где-то жить. По совету члена Палестинского общества, Погребенко, жительница Таганрога, Варвара Андреевна Ищенко, подарила свой дом обществу с условием устроить в нём приют. Дар Варвары Андреевны Общество приняло с благодарностью. Варвара Андреевна была избрана в члены Общества, однако приют был построен в другом месте. В приюте для неё выделили комнату. Расходы на пожизненное содержание и погребение госпожи Ищенковой Общество брало на себя. Расходы на это шли с доходов от пожертвованного ею имущества.

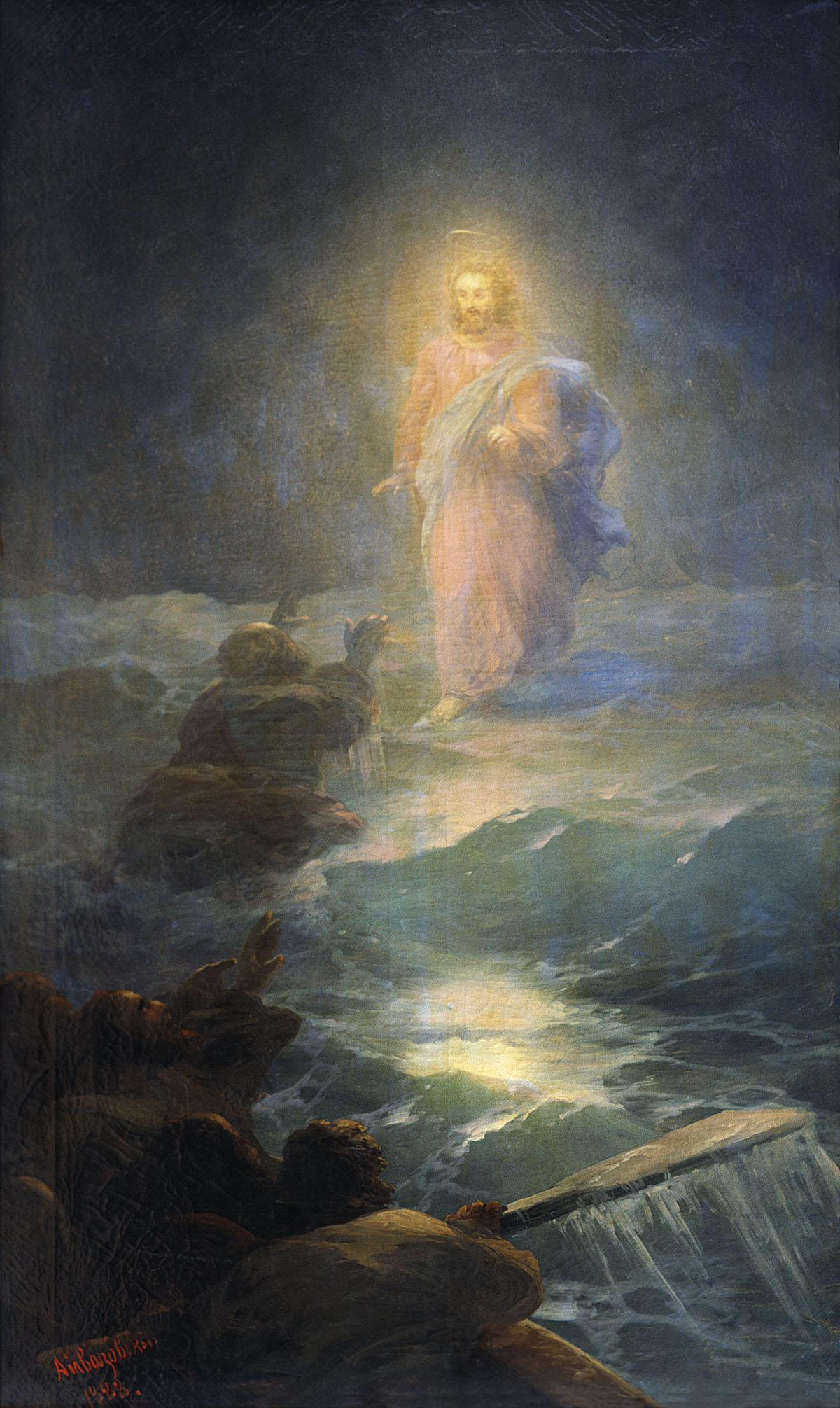
И. К. Айвазовский Хождение по водам. 1888 г.

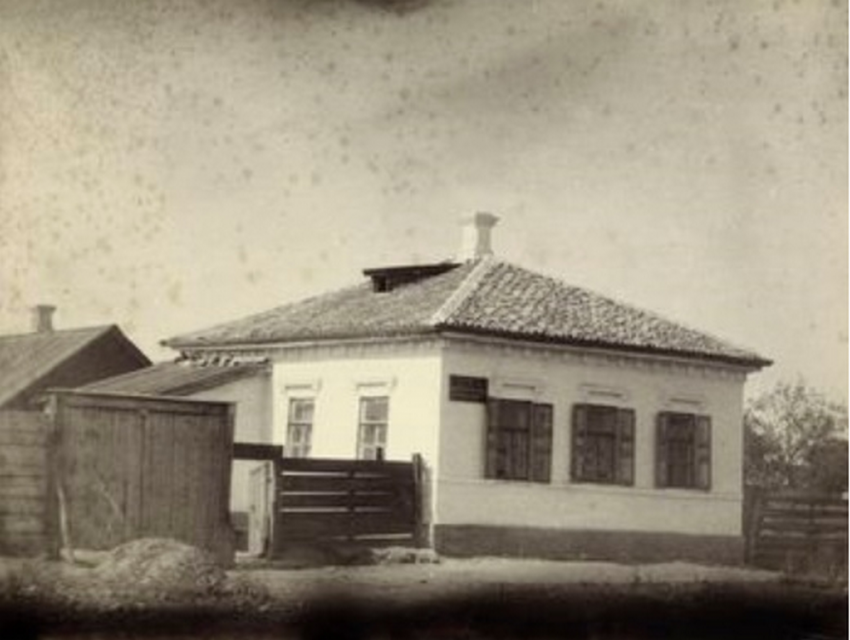
Таганрог. Дом В. А. Иващенковой

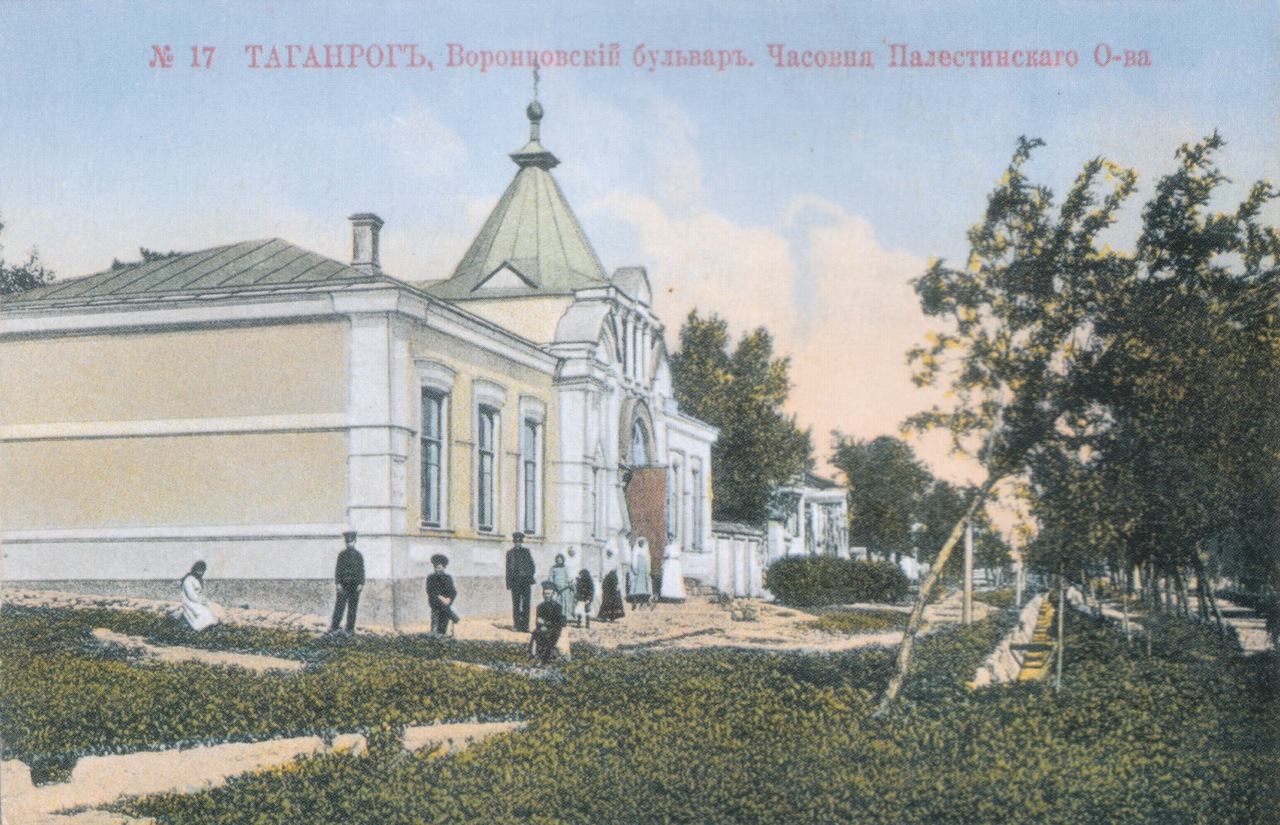
Часовня Палестинского общества

И. И. Чайковский ходатайствовал в городской думе об обводе места для часовни и приюта для богомольцев. 22 марта 1888 года Дума выделили место площадью 293 кв. саженей на Воронцовском спуске. Были собраны пожертвования и в том же году построен одноэтажный странноприимный дом с часовней.
В новом приюте могли находиться на содержании и бесплатном медицинском обслуживании около 20 богомольцев. В комнатах приюта было десять коек для мужчин и десять для женщин. Для украшения часовни художник И. К. Айвазовский подарил свою картину «Хождение по водам» (в настоящее время полотно хранится в Государственном музее истории религии в Санкт-Петербурге). За переданный дар его лично поблагодарил великий князь Сергей Александрович. Вдова есаула Т. К. Волгина пожертвовала часовне иконы Божией Матери и Спасителя, Евангелие, крест и кадильницу.
В хорошее состояние состояние приют был приведен в 1890 году. К этому времени в нём размещалось около 40 человек. При часовне устроен сад. В часовне обедница с акафистом. С 1894 года, после отъезда И. И. Чайковского часовней и приютом заведовал священник Иаков Досычев. В 1890-х годах председателем Таганрогского отделения Палестинского общества стал А. Н. Миллер.
В годы советской власти приют был закрыт, дом стал жилым. Позже на его месте был построен новый пятиэтажный жилой дом.